# Armin Marewski

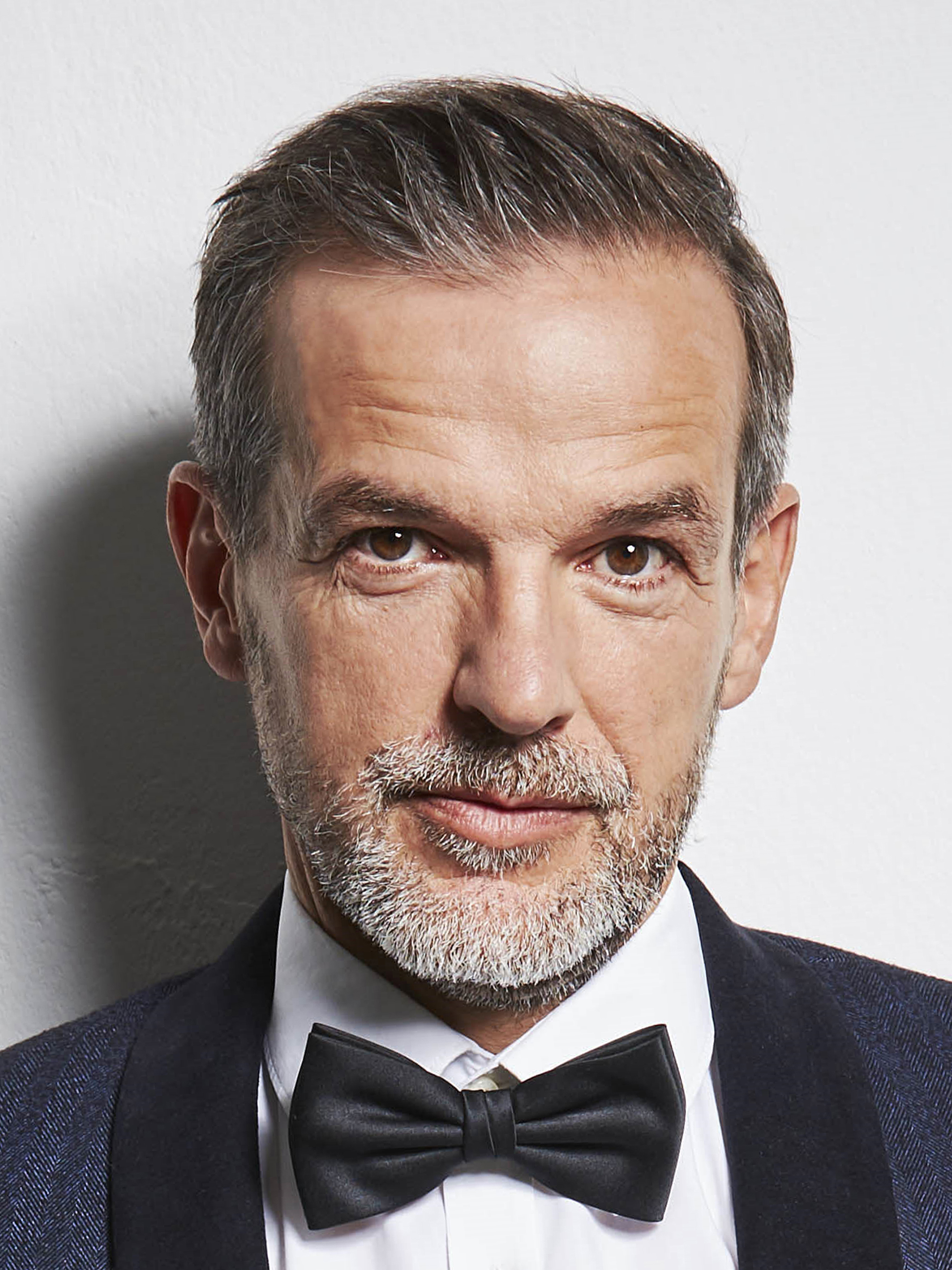
Armin Marewski, 2017

Armin Marewski (* 3. Oktober 1964 in Frankfurt am Main) ist ein deutscher Schauspieler.

## Leben
Armin Marewski wuchs in Frankfurt am Main auf. Er absolvierte an der Hochschule für Musik und Darstellende Kunst Stuttgart seine Schauspielausbildung. Zunächst spielte er überwiegend Theater an deutschen Bühnen, wie Kammertheater Stuttgart, Wilhelma-Theater Stuttgart, Landestheater Tübingen, Ruhrfestspiele Recklinghausen, Staatstheater Saarbrücken, Theater Bremen sowie in verschiedenen freien Projekten. Neben seiner Theatertätigkeit gewann die Arbeit vor der Kamera in den 1990er Jahren zunehmend an Bedeutung. Seither wirkte er in zahlreichen deutschen und internationalen Film- und Fernsehproduktionen mit.
Sein filmisches Schaffen umfasst auch Autorenschaft und Regie an mehreren Kurzfilmen und dem Dokumentarfilm Der Zaun für 3sat und Kinowelt/Arthaus.

## Filmographie (Auswahl)
- 1990: Tatort – Tod einer Ärztin (Fernsehreihe)
- 1990: Die Einsamkeit des Daedalus[2]
- 1992: Goldene Sonne
- 1993: Ärzte – Nachtrunden[3]
- 1993: Der Betrogene
- 1993: Hecht & Haie – Licht und Schatten[4]
- 1994: Hopper – Tödliches Testament[5]
- 1994: Wenn der Sonntag ein Montag ist
- 1995: Der König
- 1995: Auf eigene Gefahr – Haustürgeschäfte[6]
- 1995: Heimatgeschichten – Quartett zu fünft
- 1995: Vier Urlauber und ein Baby[7]
- 1996: Die Enkel von Che Guevara und Coca-Cola[8]
- 1996: The Lost Daughter/Die verlorene Tochter[9]
- 1997: Ein Fall für zwei – Der Kronzeuge
- 1997: Hallo, Onkel Doc! – Das Leben danach[10]
- 1997: Polizeiruf 110 – Die falsche Sonja
- 1998: Tatort – Auf dem Kriegspfad
- 1998: Gottes Besuch[11]
- 1999: Schäfchen zählen[12]
- 1999: Der Solist – Kein Weg zurück
- 2000: Alarm für Cobra 11 – Falsches Spiel
- 2000: Equilibrium
- 2001: Backgammon
- 2001: Die Kumpel – Chefsache
- 2001: Flitterwochen im Treppenhaus
- 2002: Spy Sorge
- 2003: Eine Frage der Ehe[13]
- 2003: Kant – Reloaded
- 2004: Stefanie: Eine Frau startet durch – Mut zum Risiko
- 2004: Abschnitt 40 – Vatertage
- 2004: Feuer in der Nacht[14]
- 2004: Mein Leben & Ich – Bambi
- 2005: Im Namen des Gesetzes – Das Spiel ist aus
- 2005: In aller Freundschaft – Alte Wunden / Schein und Sein
- 2005: Liebeskind
- 2005: SOKO Köln – Tod auf der Doppelkelle[15]
- 2006: Die Anwälte – Die kleinen Dinge[16]
- 2006: Gray Hawk
- 2007: SOKO Wismar – Am helllichten Tag
- 2007: Würdest du bitte endlich...
- 2008: Unser Charly – Tauschen und Täuschen
- 2009–2010: Katrin und die Welt der Tiere (52 Folgen)
- 2011: Das merkwürdige Kätzchen
- 2011: Schlafwandler
- 2012: Herzflimmern – Liebe zum Leben (neun Folgen)
- 2012: Vier Viertel abwesend[17]
- 2013: Biester
- 2013: Last Train Home[18]
- 2013: Vertrau mir
- 2014: Die Bombenlegerin
- 2015: The Letter[19]
- 2015: Treppe aufwärts
- 2016: Verrückt nach Fixi
- 2019–2022: Immerhin: Die Kunst, die Kunst[20]
- 2021: Inga Lindström: Hochzeitsfieber
- 2024: Immerhin: Die Kunst, die Kunst